# Tony Allysson
Tony Allysson (Morrinhos, 7 de dezembro de 1987) é um cantor brasileiro de música católica popular. Possui também carreira como escritor, empresário, Influenciador, apresentador e missionário, além de produzir conteúdos para as redes sociais com milhões de seguidores.

## Biografia
Seu interesse pela música surgiu quando ainda era criança, sempre gostou de cantar e aprendeu a tocar violão com 11 anos de idade, se apresentando então em bares e festas. Tony afirma que, quando adolescente, teve problemas com as drogas, consumindo maconha aos 11 anos e fazendo o uso de bebida e cocaína a partir dos 12, chegando a ter vários problemas.
Após viver uma experiência profunda com Deus durante um congresso organizado pela Renovação Carismática Católica , abandonou o uso das drogas e passou a integrar os grupos de oração na Igreja, se dedicando à evangelização, ministério de cura e libertação e à música católica.
Seus primeiros discos, venderam mais de 300 mil cópias. Somente com a venda de CDs conquistou dois discos de ouro e um de platina duplo.
O cantor foi premiado na categoria “Interprete Masculino do Ano” com o álbum “Sustenta o Fogo” na edição de 2017 do Troféu Louvemos o Senhor, promovido pela Associação do Senhor Jesus, tendo concorrido em seis categorias no prêmio que é o maior e mais importante da música cristã brasileira.
Como mentor, Tony Allysson já tem mais de 30 mil alunos on-line e trabalha com processo de cura interior através de desbloqueios emocionais e espiritualidade. 
Tony Allysson viaja fazendo shows em todo o país e coordena projetos de evangelização, sendo fundador da missão Marca da Vitória, tendo se apresentado em mais de 700 cidades brasileiras e em cinco países. Também passou a fazer trabalhos nas redes sociais, com Lives diárias e vídeos evangelização, acumulando milhões de seguidores. Em 2024, possuía mais de um milhão de seguidores no Instagram. No mesmo ano, chegou a 300 milhões de visualizações e mais de 1 milhão de inscritos no YouTube.
Como escritor, lançou, em 2020, o livro "Ora ação", pela  Editora Angelus, contando a sua carreira e o processo de conversão ao catolicismo. A publicação chegou ao topo dos mais vendidos em setembro daquele ano, segundo a PublishNews. O livro “ORA-AÇÃO” já teve 10 mil exemplares vendidos. 
Em 2024 passou a apresentar o programa Marca da Vitória, na TV Evangelizar . 

## Discografia
| Ano  | Detalhes do Álbum                                                          | Lista de Faixas | Vendas e Certificações |
| ---- | -------------------------------------------------------------------------- | --- | ---------------------- |
| 2011 | Poderoso Deus - Gravadora: Canção Nova - Formatos: CD, DVD                 | 1. Marca da Vitória 2. Filho de Davi 3. Águas Profundas 4. Bem-vindo, Espírito Santo 5. Nascer do teu Espírito 6. Tum-tum-tum de Deus 7. Jesus, me dê a mão 8. Adorar 9. Pela Graça 10. Estou a esperar 11. Poderoso Deus 12. Oração e Bênção                                        | Brasil Platina 240.000 |
| 2014 | Soberano - Gravadora: Canção Nova - Formatos: CD                           | 1. Deus da Vida 2. Purifica-me 3. Soberano 4. Nada mais importa 5. Transforma-me 6. Triunfarei 7. Deus de milagres 8. O véu já foi rasgado 9. Vou me abrigar 10. Teu amor é tão lindo 11. Colo de mãe 12. Minha família 13. Invocarei                                                | Brasil Platina 200.000 |
| 2015 | Sustenta o Fogo (ao vivo) - Gravadora: Universal Music - Formatos: CD, DVD | 1. Deus, Olha a Fé 2. Invocarei 3. Quem é Essa Que Avança Como Aurora 4. Soberano 5. Sustenta o Fogo 6. Eu Quero Me Confessar 7. Marca da Vitória 8. Purifica-me 9. Eu Vou 10. Deus de Milagres 11. Poderoso Deus 12. Vem, Espírito de Deus 13. Jesus, Me Dê a Mão 14. Filho De Davi |                        |
| 2017 | Deus é Poderoso pra Fazer - Gravadora: Tony Allysson - Formatos: CD, DVD   | 1. Deus É Poderoso pra Fazer 2. O Poder das Mãos de Deus 3. Queima de Novo 4. Deus Está no Barco 5. Águas Profundas 6. Jesus, Me Dê a Mão |                        |
| 2019 | Espírito da Verdade - Gravadora: Tony Allysson - Formatos: CD              | 1. Se Eu Tocar 2. Livrai-Nos do Mal 3. Deus É Bom 4. Alfa e Ômega 5. Espírito da Verdade 6. Poderoso Deus 7. Eu Seguirei |                        |
| 2020 | Instrumental de Oração - Gravadora: Tony Allysson - Formatos: CD           | 1. Poderoso Deus 2. Espírito da Verdade 3. Soberano 4. Filho de Davi 5. Deus É Poderoso pra Fazer |                        |
| 2022 | Meu Amigo Jesus (Ao Vivo) - Gravadora: Tony Allysson - Formatos: CD        | 1. Meu Amigo Jesus 2. Espírito da Verdade 3. Porque Não Vens a Mim 4. Eu Quero Sentir 5. Vem Curar |                        |

## Singles
- 2020:  - Se Eu Tenho o Hoje  - Enquanto Ainda Pode

- 2021: - Todo Poderoso. part. Eros Biondini  - Eu Não Esqueço  - Nada Mais Importa

- 2022: - Sara Esta Nação. part. Irmã Ana Paula, Aline Brasil, Emanuel Stênio

## Colaborações
- 2024: - Queima De Novo - Flavio Vito Jr.
- 2023: - Tu Grito - Irmã Ana Paula
- 2023: - Salmo 90 - Geraldinho Correia, Missão Resgate
- 2022: - Deus Vai Além (Eu Vou Voar) - Geraldinho Correia, Missão Resgate
- 2018: - Além do Véu - Gil Monteiro
- 2016: - Diante de Ti - Davidson Silva
- 2015: - Augusta Rainha - Aline Brasil
- 2013: - Filho, Estou Contigo -  Aline Brasil
- 2012: - Meu Milagre Vai Chegar - Paulinho Sá